# Гео Милев (скали)
Вижте пояснителната страница за други значения на Гео Милев.
Гео Милев (62°18′46″ ю. ш. 59°32′54″ з. д. / 62.312778° ю. ш. 59.548333° з. д.) е група морски скали край северния бряг на остров Робърт в Антарктика. Получават това име в чест на поета Гео Милев през 2010 г.

## Описание
Разположени са в акватория простираща се 1,5 km по направление изток-запад и 600 m по направление север-юг, и със средна точка 3,06 km на север-северозапад от нос Нюъл.

## Картографиране
Британска топографска карта на скалите като прилежаща територия на остров Робърт от 1968 г. и българска от 2009 и 2010 г.

## Карти
- Л. Иванов. Антарктика: Остров Ливингстън и острови Гринуич, Робърт, Сноу и Смит. Топографска карта в мащаб 1:120000. Троян: Фондация Манфред Вьорнер, 2009. ISBN 978-954-92032-4-0